# Metoda trzech momentów
Metoda trzech momentów - metoda obliczania (ugięcia, wytrzymałości, sił tnących, momentów gnących, sił normalnych) belek ciągłych statycznie niewyznaczalnych polegająca na wykorzystaniu metody sił przy dobraniu odpowiedniego schematu podstawowego belki.